# جاك إي. ستيل
جاك إي. ستيل (بالإنجليزية: Jack E. Steele)‏ هو ضابط أمريكي، ولد في 27 يناير 1924، وتوفي في 19 يناير 2009.